# Liste von Bauwerken in České Budějovice

Stadtwappen von České Budějovice

Die Liste von Bauwerken in Budweis-České Budějovice beinhaltet die bedeutendsten Bauten der modernen Architektur aus der Zeit von 1860 bis 2020 in Budweis. Die aufgeführten Gebäude geben einen Überblick über die Architekturgeschichte der letzten 150 Jahre und ihre Architekten, sie führen den Betrachter durch die Architekturstile dieser Periode.
Die bekanntesten Bauwerke sind auf den Architektur-Webseiten der Stadt České Budějovice zu finden.
Nur wenige dieser Bauten stehen unter Denkmalschutz. Diese Liste ergänzt die Liste der denkmalgeschützten Objekte in České Budějovice.

## Liste von Bauwerken in Budweis-České Budějovice
Die bedeutendsten Bauwerke sind in dieser Liste zusammengestellt. Gebäude, die unter Denkmalschutz stehen, sind mit der ÚSKP-Nr. der Zentralen Liste der Kulturdenkmale der Tschechischen Republik (Ústřední seznam kulturních památek České republiky) gekennzeichnet.
| Bild | Name des Bauwerks                                                                                    | Adresse und Lage                                        | Architekt                                                                  | Baujahr                            | Bemerkung |
| ---- | --- | ------------------------------------------------------- | -------------------------------------------------------------------------- | ---------------------------------- | --- |
|      | Altes Rathaus (ÚSKP-Nr. 27916/3-636)                                                                 | Nám. Přemysla Otakara II. 1/1 (Lage)                    | Anton Erhard Martinelli (1684–1747)                                        | 1727–1730 Umbau                    | [ 3 ] |
|      | Neues Rathaus                                                                                        | Nám. Přemysla Otakara II. 2/2 (Lage)                    | Thomas Schwarz                                                             | 1877/78                            | |
|      | Magistrat der Stadt České Budějovice                                                                 | Jeronýmova 218/1 (Lage)                                 |                                                                            | 1911/12                            | urspr. Palais Schwarzenberg |
|      | Hotel Slunce (Hotel Dvořák) (ÚSKP-Nr. 15347/3-661)                                                   | Nám. Přemysla Otakara II. 123/36 (Lage)                 | Anton Hübschmann (1884–1914)                                               | 1912                               | urspr. Hotel Sonne |
|      | Bürgerhaus „Zur Silbernen Glocke“ (ÚSKP-Nr. 30728/3-654)                                             | Nám. Přemysla Otakara II. 90/28 (Lage)                  |                                                                            | 1903                               | jetzt Hotel Zvon |
|      | Österreichisch-Ungarische Bank (ÚSKP-Nr. 44597/3-5733)                                               | Lannova tř. 1/1 (Lage)                                  | Ludwig Tremmel (1875–1946)                                                 | 1913                               | jetzt Česká Národní Banka |
|      | Deutsches Lyzeum für Mädchen                                                                         | U Tří lvů 1725/1a (Lage)                                | Richard Staidinger                                                         | 1910                               | jetzt Rundfunk-Gebäude |
|      | Tschechisches Gymnasium                                                                              | Fráni Šrámka 1193/23 (Lage)                             |                                                                            | 1903                               | jetzt Gymnasium J. V. Jirsíka |
|      | Tschechisches Gymnasium                                                                              | Pražská tř. 2532/54a (Lage)                             |                                                                            | 1883                               | |
|      | Deutsches Gymnasium                                                                                  | Česká 142/64 (Lage)                                     |                                                                            | 1902/03                            | jetzt Gymnázium Česká |
|      | Justizpalast (Kreisgericht)                                                                          | Zátkovo nábř. 10/2 (Lage)                               | Emil von Förster (1838–1909)                                               | 1901–1904                          | Bauausführung: Jakob Stabernak und Josef Hauptvogl |
|      | Kino Elite                                                                                           | Jeronýmova 23/33 (Lage)                                 |                                                                            | 1911                               | später Kino Hvězda, Astra, Oko, jetzt durch Neubau ersetzt |
|      | Genossenschaftshaus des Sparvereins Biene                                                            | Karla IV. 92/1 (Lage)                                   | Peter Paul Brang (1852–1925)                                               | 1895/96                            | Bauausführung: Josef Priesel. Neorenaissance, bis 1923 Sitz der Deutsche Kredit- und Pfandbriefgesellschaft „Biene“, mit Café Central im 1. Stock, Geburtshaus von Norbert Frýd (1913–1976), jetzt Palác Včela (Biene) |
|      | Credit Union (Kreditgenossenschaft) (ÚSKP-Nr. 13257/3-5412)                                          | U Černé věže 69/1 (Lage)                                | Bohumil Kněžek (1900–1979) und Josef Václavík (1900–1973)                  | 1936                               | Sparkasse |
|      | Geschäftshaus „U Hájíčků“                                                                            | U Černé věže 304/9 (Lage)                               | J. Šula                                                                    | 1911                               | errichtet für den Großhändler Leopold Hájíček von der Firma Josef Pfeffermann als Stahlbetonkonstruktion |
|      | Baťa-Haus                                                                                            | Karla IV. 100/6 (Lage)                                  | Jindřich Svoboda, Bohumil Kučera                                           | 1929                               | [ 8 ] |
|      | Bürgerhaus                                                                                           | Karla IV. 104/2 (Lage)                                  |                                                                            |                                    | |
|      | Öffentliches Ferdinandsbad                                                                           | Karla IV. 478 (Lage)                                    |                                                                            | 1888                               | durch Neubau ersetzt |
|      | Bankgebäude (Kristinus-Haus) (ÚSKP-Nr. 44601/3-5725)                                                 | Hroznová 65/1 (Lage)                                    |                                                                            | 1898                               | errichtet für Richard Kristinus (1865–1926), seit 1903 Handelsbank, jetzt ČSOB-Bank |
|      | Kaufhaus Brouk und Babka (ÚSKP-Nr. 27522/3-5716)                                                     | Široká 432/11 (Lage)                                    | Karel Chochola (1893–1942)                                                 | 1935                               | Bauausführung: V. Nekvasil, errichtet für die Firma Josef Brouk und Jaroslav Babka, ab 1951 Kaufhaus Vltavan, genannt „Broukárna“                                                                                      |
|      | Wohn- und Geschäftshaus (Puklicův-Haus) (ÚSKP-Nr. 26978/3-5721)                                      | Krajinská 36/2 (Lage)                                   |                                                                            | 1902 Umbau                         | urspr. Renaissancebau, benannt nach dem Bürgermeister Ondřej Puklice ze Vztuh († 1467) |
|      | Wohn- und Geschäftshaus (Jirsík-Haus)                                                                | Lannova tř. 238/2 (Lage)                                | Antonín Procházka                                                          | 1928                               | urspr. ein katholisches Gymnasium im „Jirsíkův národní dům“, benannt nach Bischof Jan Valerián Jirsík (1798–1883), später Kino Elektra                                                                                 |
|      | Wohn- und Geschäftshaus (Haišman-Haus)                                                               | Krajinská 30/11 (Lage)                                  | Jan Salák (1908–1995)                                                      | 1933/34                            | errichtet von der Firma Gebrüder Petráš für Ferdinand Haišman |
|      | Bürgerhaus                                                                                           | Dr. Stejskala 105/1 (Lage)                              |                                                                            |                                    | |
|      | Vordermühle                                                                                          | Mlýnská 165/6 (Lage)                                    |                                                                            | 1872                               | jetzt Hotel |
|      | Stadtmuseum                                                                                          | Dukelská 242/1 (Lage)                                   | Victor Schwerdtner (1846–1926)                                             | 1898–1901                          | |
|      | Hauptbahnhof                                                                                         | Nádražní 119/4 (Lage)                                   |                                                                            | 1913                               | |
|      | Deutsches Haus (ÚSKP-Nr. 38610/3-841)                                                                | Jirsíkova 243/2 (Lage)                                  | Ignaz Ullmann (1822–1897)                                                  | 1871/72                            | Bauausführung: Karl Schmidt, jetzt Kulturhaus Slavie |
|      | Evangelische Kirche (ÚSKP-Nr. 106703)                                                                | 28. října 1306/28 (Lage)                                | Victor Schwerdtner                                                         | 1899/1900                          | Bauausführung: Josef Hauptvogl, jetzt Evangelische Kirche der Böhmischen Brüder |
|      | Herz-Jesu-Kirche (ÚSKP-Nr. 44637/3-5739)                                                             | Rudolfovská tř. 1980 (Lage)                             | Jakob Stabernak (1847–1932)                                                | 1903/04                            | |
|      | Maria-Rosenkranz-Kirche (ÚSKP-Nr. 44594/3-5743)                                                      | Žižkova třída 251/6 (Lage)                              | Jakob Stabernak                                                            | 1900                               | |
|      | Johannes-von-Nepomuk-Kirche (ÚSKP-Nr. 103546)                                                        | B. Němcové / Jánská (Lage)                              | Anton Möller (1864–1927)                                                   | 1914/15                            | |
|      | Pfarrhaus der Johannes-von-Nepomuk-Kirche                                                            | Generála Svobody 421/12 (Lage)                          |                                                                            |                                    | |
|      | Wenzelskirche                                                                                        | Kostelní (Lage)                                         | Karl Schmidt (1836–1888)                                                   | 1868–1870                          | |
|      | Pfarrkirche St. Adalbert (ÚSKP-Nr. 106401)                                                           | Emy Destinové 1/1 (Lage)                                | Jaroslav Čermák (1901–1990)                                                | 1938/39                            | [ 19 ] |
|      | Wohnhaus (Umbau)                                                                                     | Štítného 82/10 (Lage)                                   | Fritz Reichl (1890–1959)                                                   |                                    | |
|      | Bezirksgericht                                                                                       | Goethova 1949/2 (Lage)                                  | Peter Paul Brang                                                           | 1901/02                            | jetzt Kreisgericht und -staatsanwaltschaft |
|      | Palais Gellert (auch Palais Gellart)                                                                 |                                                         | Maximilian Katscher (1858–1917)                                            |                                    | errichtet für Rudolf Gellert (1853–1939), Mitinhaber der Papierfabrik Gellert & Co Budweis |
|      | Hauptpost                                                                                            | Senovážné nám. 240/1 (Lage)                             |                                                                            | 1916–1918                          | |
|      | Sanatorium von Karl Haas (Haasenburg)                                                                | Na Sadech 1864/23 und 1865/22 (Lage)                    | Alexander Haas (1825–1865)                                                 | 1862                               | errichtet für MuDr. Karl Haas (1815–1871), ab 1912 chirurgische Klinik von MUDr. Bohumil Růžička (1876–1944), ab 1957 Poliklinik                                                                                       |
|      | Sanatorium Dr. Riha (Říhárna)                                                                        | U Tří lvů 294/4 (Lage)                                  | Johann Stepan (1882–1942)                                                  | 1914                               | ehem. Sanatorium von MUDr. Heinrich Riha (1874–1952), genannt Říhárna (nach Jindřich Říha), ab 1952 Poliklinik |
|      | Sparkasse – inklusive Innenausstattung                                                               | Krajinská 248/15 (Lage)                                 | Heinrich Karl Ried (1881–1957)                                             | 1912/13                            | jetzt Kommerzbank |
|      | Synagoge                                                                                             | F. A. Gerstnera (Lage)                                  | Max Fleischer (1841–1905)                                                  | 1885–1887                          | 1942 zerstört |
|      | Deutsche Berufsschule für Metallbearbeitung                                                          | Dukelská 260/13 (Lage)                                  |                                                                            | 1913                               | jetzt Berufsschule für Maschinenbau und Elektrotechnik |
|      | Waisenhaus, später Deutsche Realschule                                                               | Jeronýmova 48/12 / Lannova (Lage)                       |                                                                            | 1858–1860                          | |
|      | Schule                                                                                               | J. Š. Baara 1810/2 (Lage)                               |                                                                            | 1885                               | jetzt Sprachschule |
|      | Berufsschule für Bauwesen (SPŠ)                                                                      | Resslova 1579/2 (Lage)                                  | Anton Hübschmann (1884–1914), Josef Záruba-Pfeffermann (1869–1938)         | 1910                               | |
|      | Grundschule                                                                                          | Komenského 64/31 / Matice školské 62/3 (Lage)           | Josef Záruba-Pfeffermann                                                   |                                    | [ 25 ] |
|      | Schule                                                                                               | Kněžská 73/19 (Lage)                                    |                                                                            | 1867/68                            | |
|      | Bischöfliches Gymnasium J. N. Neumann (mit Eckbau)                                                   | Jirsíkova 420/5 (Lage)                                  |                                                                            | 1880–1890, Erweiterungsbau 1904/05 | urspr. Schule der Borromäerinnen |
|      | Tschechische Volks- und Bürgerschule                                                                 | Jírovcova 1793/9a / J. Š. Baara (Lage)                  |                                                                            | 1890–1900                          | |
|      | Tschechische Realschule                                                                              | Fráni Šrámka 2278/9 (Lage)                              |                                                                            | 1892/93                            | |
|      | Schule der Kongregation der Schulschwestern von Notre Dame                                           | Na Sadech 2035/19 (Lage)                                |                                                                            | 1871                               | jetzt Kindergarten |
|      | Deutsche Schule                                                                                      | Štítného 57/3 (Lage)                                    |                                                                            | 1898–1900                          | |
|      | Deutsche Schule                                                                                      | Dukelská 258/11 (Lage)                                  |                                                                            |                                    | |
|      | Deutsche Mittelschule für Jungen                                                                     | Dukelská 245/9 (Lage)                                   |                                                                            | 1911                               | jetzt Pädagogische Hochschule |
|      | Deutsche Volks- und Bürgerschule                                                                     | Nová 1871/5 (Lage)                                      | Max von Loos (1858–1953)                                                   | 1898–1900                          | |
|      | Deutsche Volks- und Bürgerschule                                                                     | Jeronýmova 199/8 (Lage)                                 |                                                                            | 1895–1898                          | |
|      | Deutsches Institut für Lehrerbildung                                                                 | Jeronýmova 200/10 (Lage)                                |                                                                            |                                    | |
|      | Tschechische Bauernschule                                                                            | Rudolfovská tř. / Na Krásné Vyhlídce                    |                                                                            | 1899                               | |
|      | Deutsche Bauernschule                                                                                | Čtyři dvory                                             |                                                                            | 1898                               | |
|      | Fabrikgebäude Koh-i-Noor Hardtmuth                                                                   | F. A. Gerstnera 21/3 (Lage)                             |                                                                            | 1872–1877                          | Fabrikgebäude der Firma Koh-i Noor |
|      | Arbeiterkolonie der Firma L. & C. Hardtmuth in Budweis                                               |                                                         | Arnold Goldberger (1872–1950)                                              | 1910                               | |
|      | Villa Hardtmuth (ÚSKP-Nr. 44599/3-5741)                                                              | U Zimního stadionu 19/1 (Lage)                          | Arnold Goldberger                                                          | 1911/12                            | Bauausführung: Johann Stepan, errichtet für Franz Hardtmuth (1870–1927) und Anna Hardtmuth, Gartengestaltung (1913) nach dem Entwurf des Wiener Architekten Florian Schön, jetzt Haus der Kinder und Jugend            |
|      | Villa Lamezan (ÚSKP-Nr. 44600/3-5742)                                                                | U Zimního stadionu 20/3 (Lage)                          | Josef Hauptvogl                                                            | 1899–1900                          | errichtet für Oliver Graf Lamezan-Salins (1867–1919), jetzt Unicredit-Bank |
|      | Taubstummen-Institut                                                                                 | Riegrova 1812/1 (Lage)                                  |                                                                            | 1846                               | jetzt Kindergarten |
|      | Landhaus Cohn                                                                                        |                                                         | Heinrich Karl Ried                                                         |                                    | |
|      | Landhaus Erben                                                                                       |                                                         | Heinrich Karl Ried                                                         |                                    | |
|      | Villa Böhm                                                                                           |                                                         | Josef Hahn (1884–1943)                                                     |                                    | |
|      | Villa Westen                                                                                         | Dukelská 455/23 (Lage)                                  | Hans Dworak (1870–1920)                                                    | 1912/13                            | Bauausführung: Pompeo von Wolff, Johann Stepan, errichtet für Ernestine Westen, die Witwe des Besitzers der Emaillefabrik                                                                                              |
|      | Villa František Petráš (ÚSKP-Nr. 44616/3-5746)                                                       | Dukelská 453/25 (Lage)                                  | František Petráš (1885–1976)                                               | 1914–1916                          | errichtet als Wohnhaus des Baumeisters František Petráš |
|      | Villa František Petráš                                                                               | Dukelská 711/95 (Lage)                                  | František Petráš                                                           | 1939                               | [ 30 ] |
|      | Villa Weisskopf                                                                                      | Pabláskova 261/5 (Lage)                                 | Josef Hahn (1884–1943)                                                     | 1928                               | Bauausführung: Josef Hauptvogl, errichtet für Josef Weisskopf und Julie Gertrud Weisskopf |
|      | Wasserturm (ÚSKP-Nr. 17023/3-853)                                                                    | U Vodárny (Lage)                                        |                                                                            | 1881/82                            | Umbau |
|      | Haus der Abtei Hohenfurth (auch Haus Vyšebrod)                                                       | Senovážné nám. 239/12 (Lage)                            | Bernhard Grueber (1807–1882)                                               | 1862–1864                          | errichtet für das Kloster Vyšší Brod |
|      | Wirtschaftsakademie und Mittelschule für Krankenpflege                                               | Husova tř. 1848/3 (Lage)                                |                                                                            | 1901                               | |
|      | Bezirkshauptmannschaft (ÚSKP-Nr. 44627/3-5727)                                                       | Tř. 28. října 1594/1 (Lage)                             |                                                                            | 1893                               | errichtet für Adolf und Marie Haas, später Bezirkshauptmannschaft (Okresní hejtmanství), jetzt Polizeibehörde |
|      | Kreishauptmannschaft für Südböhmen                                                                   | Lidická tř. 2/4 (Lage)                                  | Peter Paul Brang                                                           | 1901/02                            | urspr. Bezirksbehörde, jetzt Kreishauptmannschaft (Krajský úřad) |
|      | Kreishauptmannschaft für Südböhmen                                                                   | B. Němcové 49/3 (Lage)                                  |                                                                            |                                    | |
|      | Villa Eggert (ÚSKP-Nr. 15207/3-823)                                                                  | Na Sadech 1856/27 (Lage)                                | Ignaz Ullmann (1822–1897), J. Sandner                                      | 1859                               | errichtet für Anton Eggert (1818–1875), jetzt Südböhmische wissenschaftliche Bibliothek |
|      | Villa Herink                                                                                         | Lannova tř. 208/10 (Lage)                               | Anton Hübschmann                                                           | um 1910                            | errichtet für den Weinhändler Franz Herink |
|      | Villa Rechts                                                                                         | Senovážné nám. 241/15 (Lage)                            | Rudolf Eisler (1881–1977)                                                  | 1927                               | Bauausführung: Johann Stepan, errichtet für den Fabrikanten Emanuel Rechts, im Stil des Neoklassizismus mit Art-déco-Elementen                                                                                         |
|      | Villa                                                                                                | S. K. Neumanna 267/8 (Lage)                             | František Petráš                                                           | 1928                               | der Bau erinnert an die Entwürfe von Tony Garnier (1869–1948) und diente als Vorbild für die benachbarten Villen Nr. 10 und 12                                                                                         |
|      | Villa Karel Chochola                                                                                 | S. K. Neumanna 258/4 (Lage)                             | Karel Chochola (1893–1942)                                                 | 1929                               | errichtet als eigenes Wohnhaus von der Firma Gebrüder Petráš |
|      | Villa Ludvík Petráš                                                                                  | Na Nábřeží 725/29 (Lage)                                | Ludvík Petráš (1906–1947)                                                  | 1930er Jahre                       | [ 34 ] |
|      | Haus Otto Matoušek                                                                                   | S. K. Neumanna 304/11 und 303/13 (Lage)                 | Karel Chochola                                                             | 1930                               | [ 35 ] |
|      | Villa Zátka (ÚSKP-Nr. 44633/3-5730)                                                                  | Husova tř. 1845/11 (Lage)                               | Josef Šlégl (1893–1966), Jaroslav Stránský (1892–1981) und Adolf Hauptmann | 1932                               | errichtet für Miroslav Zátka (1890–1980), vom Stil des niederländischen Neoplastizismus beeinflusst |
|      | Handwerkskammer                                                                                      | Husova tř. 1846/9 (Lage)                                | Josef Kubín, Jindřich Lášek                                                | 1930                               | jetzt Fachschule und Berufsschule für Wirtschaft |
|      | Haus Sadovský                                                                                        | Kanovnická 75/4 (Lage)                                  | Josef Šlégl, Jaroslav Stránský                                             | 1930                               | errichtet für Bedřich Sadovský |
|      | Drei Villen                                                                                          | Jiráskovo nábř. 1546/16, 1545/17 und 1544/18 (Lage)     | Josef Kotlář (1859–1925)                                                   | 1932/33                            | [ 32 ] |
|      | Villa Svoboda                                                                                        | Dukelská 671/66 (Lage)                                  | Karel Chochola                                                             | 1931                               | errichtet von der Firma Gebrüder Petráš, für Frau Svoboda |
|      | Villa                                                                                                | Dukelská 695/76 (Lage)                                  | Richard Ferdinand Podzemný (1907–1987), Kamil Ossendorf (1908–1994)        | 1933                               | errichtet von der Firma František Stašek |
|      | Villa                                                                                                | Dukelská 714/80 (Lage)                                  | Richard Ferdinand Podzemný, Kamil Ossendorf                                | 1934                               | funktionalistischer Bau nach dem Vorbild Le Corbusier (1887–1965), errichtet von der Firma Gebrüder Petráš |
|      | Villa Švec (ÚSKP-Nr. 44617/3-5747)                                                                   | Dukelská 714/80 (Lage)                                  | Richard Ferdinand Podzemný, Kamil Ossendorf                                | 1934                               | funktionalistischer Bau nach dem Vorbild Le Corbusier (1887–1965), errichtet von der Firma Gebrüder Petráš für JUDr. František Švec                                                                                    |
|      | Villa V. Svoboda                                                                                     | B. Němcové 329/42 (Lage)                                | Jan Salák                                                                  | 1935                               | [ 32 ] |
|      | Villa Hulcs                                                                                          | Hálkova 830/16 (Lage)                                   | J. Kotlář (1859–1928)                                                      | 1936                               | [ 32 ] |
|      | Villa Příbrský                                                                                       | B. Němcové 399/52 (Lage)                                | Bedřich Adámek (1891–1961)                                                 | 1938                               | Villa von MUDr. Jan Příbrský |
|      | Villa Lamezan-Salins                                                                                 | Preslova 592/2 (Lage)                                   | Josef Hauptvogl                                                            | um 1940                            | errichtet für Mathilda Lamezan-Salins |
|      | Vereinshaus Beseda                                                                                   | Na Sadech 2036/18 (Lage)                                |                                                                            | 1868/69, Umbau 1934                | ab 1872 auch Sokol-Turnhalle, jetzt Restaurant und Buchhandlung |
|      | Marienkaserne (auch Ferdinandskaserne) (ÚSKP-Nr. 101371)                                             | Pražská tř. 1815/1 (Lage)                               |                                                                            |                                    | jetzt Einkaufszentrum |
|      | Alte Landwehr-Kaserne (Stará zeměbranecká kasárna)                                                   | Žižkova třída 185/37 (Lage)                             | Alfons Wertmüller (1852–1916)                                              | 1886/87                            | ehem. Kaserne der k.k. Landwehr, nach 1920 Kaserne „König Georg von Podebrad“ |
|      | Erzherzog-Rainer-Kaserne (auch Neue Zemebranec-Kaserne – Kasárny zeměbranské)                        | B. Němcové 252/5 (Lage)                                 | Josef Hauptvogl und Josef Priesel (1849–1913)                              | 1898/99                            | jetzt Krankenhaus – Haus B |
|      | Grand Hotel „Imperial“                                                                               | Nádražní 127/27 (Lage)                                  |                                                                            | 1908/09                            | Bauausführung: Gebrüder Kavalír, mit dominantem Turm |
|      | Hotel Malše (ÚSKP-Nr. 44605/3-5735)                                                                  | Nádražní 124/31 (Lage)                                  |                                                                            | um 1908                            | urspr. Hotel Imperial |
|      | Städtisches Dampfkraftwerk                                                                           | Novohradská 398/32 (Lage)                               | Ludwig Tremmel                                                             | 1907/09                            | |
|      | Alte Tabakfabrik                                                                                     | Průmyslová 377/2 (Lage)                                 | Ignaz Ritter von Latzel                                                    | 1875/76                            | Bauausführung: František Nekvasil, ehem. Tabakfabrik bis in die 1960er Jahre, jetzt Firma Viscofan |
|      | Südböhmisches Theater (ÚSKP-Nr. 26726/3-5423)                                                        | Dr. Stejskala 424/19 (Lage)                             |                                                                            |                                    | Südböhmisches Nationaltheater, gegr. 1919 |
|      | Kulturhaus Metropol                                                                                  | Senovážné nám. 248/2 (Lage)                             | Zdenek Pešek, Otto Kubík (1919–2002) und František Šulec                   | 1967–1971                          | Komplex des Kulturhauses Metropol |
|      | Goldene Brücke (auch Krumauer Brücke) (ÚSKP-Nr. 26236/3-5653)                                        | Dr. Stejskala / Zátkovo nábř. (Lage)                    |                                                                            | 1915                               | Straßenbrücke über die Maltsch, Bauausführung: Gebrüder Prášilová |
|      | Eiserne Brücke                                                                                       | F. A. Gerstnera / Biskupská (Lage)                      |                                                                            | 1889                               | 1989–1991 durch Neubau ersetzt |
|      | Schwimmstadion (ÚSKP-Nr. 106085)                                                                     | Sokolský ostrov 402/4 (Lage)                            | Bohumil Böhm (1926–2004), Jaroslav Škarda (1923–1993) und Josef Vít        | 1965–1971                          | Schwimmstadion auf der Sokol-Insel, 1995–1998 rekonstruiert |
|      | Piano Business Center                                                                                | Lidická tř. 2331/6a (Lage)                              | CMC architects                                                             | 2016–2018                          | |
|      | Mietshäuser Perla (Koldum) (ÚSKP-Nr. 104988)                                                         | Staroměstská 1253/4, 1254/2, Pražská tř. 1255/19 (Lage) | Bohumil Böhm, Jaroslav Škarda und Bohumil Jarolím                          | 1959–1964                          | |
|      | Jan-Hus-Kirche (ÚSKP-Nr. 37377/3-836)                                                                | Palackého náměstí 1154/1 (Lage)                         | František Bílke, Tomáš Šašek                                               | 1924                               | im Stil des Rondokubismus |
|      | Botanische Villa der Fakultät für Naturwissenschaften der Südböhmischen Universität (Botanická vila) | Na Zlaté stoce 692/1 (Lage)                             |                                                                            |                                    | |
|      | Villa Klicman                                                                                        | Dobrá Vodá, Hornická 1456/16 (Lage)                     | Jan Salák                                                                  | 1937                               | errichtet für den Rechtsanwalt Ladislav Klicman (1903–1942) |
|      | Kyrill- und Method-Kirche                                                                            | Puchmajerova 429/2 (Lage)                               |                                                                            | 1935                               | im Stil der Neoromanik |
|      | Sternwarte und Planetarium                                                                           | Zátkovo nábř. 9/4 (Lage)                                |                                                                            | 1937                               | |
|      | Konservatorium                                                                                       | Kanovnická 391/22 (Lage)                                |                                                                            |                                    | urspr. Haus der Jugend |
|      | Südböhmische wissenschaftliche Bibliothek                                                            | Lidická tř. 1700/1 (Lage)                               |                                                                            | 1930                               | |
|      | Universitätsbibliothek                                                                               | Branišovská 1646/31b (Lage)                             |                                                                            |                                    | |
|      | Clarion Congress Hotel                                                                               | Pražská tř. 2306/14 (Lage)                              |                                                                            | 1982                               | ehem. Hotel Gomel |
|      | Wohnhaus mit Zahnarzt-Praxis                                                                         | Roudenská 523/31 (Lage)                                 | Michal Trpák                                                               | 2018                               | |